# Música de Hawái

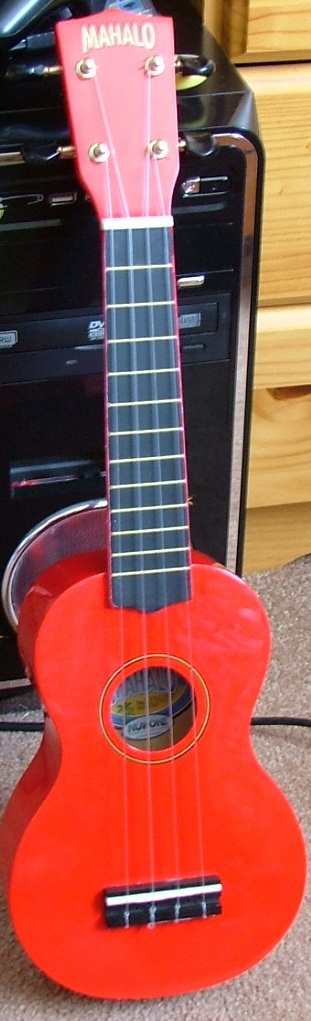
El ukelele es un instrumento tradicional de la música hawaiiana

La música de Hawaii incluye una variedad de estilos tradicionales y populares, que van desde la música tradicional nativa hawaiana a géneros musicales modernos como el rock y hip hop. La cantidad de contribuciones musicales de Hawái no guarda proporción con el pequeño tamaño del estado: punteos de guitarra hawaianos como el "slack key" son conocidos por todo el mundo, mientras que la música de tintes hawaianos es frecuente en las bandas sonoras de Hollywood. Hawái también hizo una importante contribución a la música country con la introducción de la guitarra slide de acero. 
Los instrumentos tradicionales de Hawái incluyen los ukeleles, flautas de bambú y tambores de cuero de tiburón, mientras que sus canciones clásicas suelen estar relacionadas con tareas de la vida cotidiana en las islas.
En la década de los 60s el cantante norteamericano Elvis Presley grabó dos álbumes con canciones hawaiianas, siendo el primero "Blue Hawaii" de 1961 y "Paradise Hawaiian Style" de 1966. En 1973 Elvis daría el concierto vía satélite "Aloha from Hawaii" que incluía segmentos con algunos de los clásicos de ese estilo como "Hawaiian wedding song", "Ku u i Po" y "Early morning rain" entre otros.
Con anterioridad el artista Bing Crosby había interpretado canciones hawaiianas que incluían entre ellas al clásico "Blue Hawaii" para la película "Waikiki wedding".
Otros artistas como Pat Boone, Frank Sinatra, Andy Williams y Nikka Costa también interpretaron canciones clásicas hawaiianas.